# Svetlana Guerasimenko
Svetlana Ivánovna Guerasimenko (en ucraniano: Світлана Іванівна Герасименко; en ruso: Светла́на Ива́новна Герасиме́нко) (Báryshivka, raión de Brovarí, óblast de Kiev, RSS de Ucrania, 23 de febrero de 1945-Dusambé, Tayikistán, 8 de abril de 2025) fue una astrónoma ucraniana soviética y tayika, descubridora del cometa 67P/Churyumov-Gerasimenko.

## Biografía
El 11 de septiembre de 1969, Guerasimenko, mientras estudiaba el doctorado en la Universidad de Kiev y realizaba observaciones en el Instituto Fesénkov de Astrofísica de Almá-Atá (hoy Almatý), la capital de la RSS de Kazajistán, Unión Soviética, fotografió el cometa 32P/Comas Solà mediante el telescopio Maksútov de 50 cm.
Luego de que ella regresara a la Universidad de Kiev, Klim Churiúmov del Observatorio Astronómico de la Universidad de Kiev examinó esta fotografía y encontró un objeto cometario cerca del borde de la placa, pero se supone que esto era Comas Solà. El 22 de octubre, casi un mes después de que la fotografía fuera tomada, descubrió que el objeto no podía ser de Comas Solà, porque estaba  2-3 grados fuera de la posición esperada. Un examen más detallado produjo una débil imagen de Comas Solà en su posición en la placa, lo que demuestra que el otro objeto era un cometa. Mirando a través de todo el material recogido se encuentra este nuevo objeto en más de cuatro placas, fechada el 9 y el 21 de septiembre.
En 1973, por invitación del Instituto de Astrofísica de Tayikistán, se trasladó a Dusambé donde trabajaría hasta su fallecimiento. 
Svetlana Guerasimenko fallecía el 8 de abril de 2025, según un comunicado de la Academia Nacional de Ciencias de Tayikistán.

## Reconocimientos

### Premios
- Premio Estatal Avicena de Ciencias y Tecnología de la República de Tayikistán, 2017

### Eponímias
- Cometa periódico 67P/Churyumov–Gerasimenko
- Planeta menor (3945) Gerasimenko[7]